# Sozialstaatsprinzip
Als Sozialstaatsprinzip (teilweise auch: Sozialstaatsgebot oder Sozialstaatspostulat) wird der verfassungsrechtliche Auftrag in Art. 20 Abs. 1 des Grundgesetzes bezeichnet, nach dem die „Bundesrepublik Deutschland […] ein […] sozialer Bundesstaat“ ist. Gemäß Art. 28 Abs. 1 Satz 1 GG werden die Bundesländer an die Grundsätze des sozialen Rechtsstaates gebunden. Aber auch außerhalb des Art. 20 GG bestehen im Grundgesetz Vorschriften, die normative Grundlagen des Sozialstaatsprinzips bilden, so beispielsweise die Sozialpflichtigkeit des Eigentums nach Art. 14 GG oder der Schutz- und Fürsorgeanspruch der Mutter gegenüber der Gemeinschaft nach Art. 6 Abs. 4 GG. Die Sozialstaatlichkeit ist durch die sogenannte Ewigkeitsklausel (Art. 79 Abs. 3 GG) vor Verfassungsänderungen gesichert.
Die sozialstaatliche Aktivität des Staates bezeugt sich durch den Katalog der Gesetzgebungskompetenzen in Art. 74 GG, die öffentliche Fürsorge ist in Art. 74 Abs. 1 Nr. 7 GG verbrieft und nimmt mangels konkret definierter Spezialzuständigkeiten in einer Vielzahl von Fällen die Stellung einer Generalklausel ein. Zum Zwecke der Herstellung gleichwertiger Lebensverhältnisse im Bundesgebiet, verankert einerseits Art. 72 GG die Unitarisierung und folglich eine soziale Gleichbehandlung der Bürger, andererseits wird die Finanzwirtschaft über das Grundgesetz verpflichtet, das gesamtwirtschaftliche Gleichgewicht zu fördern und unterschiedliche Wirtschaftskräfte auszugleichen.
Dem Prinzip eines formalen liberalen Rechtsstaats folgend wird den Bürgern die rechtlich gesicherte Freiheit gewährleistet. Um die Freiheit real werden zu lassen, bedarf es der Ergänzung durch das Sozialstaatsprinzip. Das Sozialstaatsprinzip verpflichtet deshalb die öffentliche Gewalt, also den Gesetzgeber, die Rechtsprechung und die Verwaltung dazu, nach sozialen Gesichtspunkten zu handeln und die Rechtsordnung dementsprechend zu gestalten.
Das Wirtschaftssystem der Bundesrepublik Deutschland wird daher als Soziale Marktwirtschaft bezeichnet, da der Staat der Wirtschaft einen Ordnungsrahmen vorgibt, der für einen sozialen Ausgleich sorgen soll, während sich die Wirtschaft am Markt orientiert; dabei stellt die Marktorientierung das Gegenteil zur zentralen Planwirtschaft dar, während der soziale Aspekt negative Folgen einer reinen Marktwirtschaft abmildern beziehungsweise ganz verhindern soll.

## Geschichte
Der Sozialstaatsgedanke geht auf mehrere Entstehungsgründe zurück. Bereits von den Anfängen des Christentums an entwickelte sich ein gesellschaftliches Miteinander, das auch karitative Betätigungen umfasste. Werte wie die Nächstenliebe oder die Gebote der Mitmenschlichkeit waren grundsätzlich Ausfluss der christlichen Tradition, kamen zunehmend aber auch in säkularisierten Zielformulierungen zum Ausdruck. Diese durchdrangen die Aufgabenstellungen, die sich die Gesellschaft stellte. Ein freiheitlicher Staat verstand sich dabei vornehmlich als Wegbereiter sozialer Anliegen; der Zielgesellschaft sollte es möglichst vorbehalten bleiben, einen Sozialstaat selbst zu realisieren. 
Einen wichtigen Gesichtspunkt zur Entstehung des Sozialstaats lieferten die Arbeiter- und Revolutionsbewegungen des 19. Jahrhunderts, als es hieß Antworten auf das Stichwort der Sozialen Frage zu finden. Die soziale Relevanz wurde eng mit den eingeforderten Grund- und Freiheitsrechten verknüpft. Vorformuliert waren die sozialen Anliegen der Förderung des Gemeinwohls und des Anspruchs auf Arbeit und Bildung bereits in der amerikanischen Virginia Declaration of Rights und der französischen Erklärung der Menschen- und Bürgerrechte. Aufgenommen wurden sie in der Paulskirchenverfassung von 1849 und in der Präambel der Reichsverfassung von 1871, wonach das Reich zur „Pflege der Wohlfahrt des Deutschen Volkes“ verpflichtet wird. Bismarck führte parallel große Teile der heutigen Sozialversicherung ein. In der Weimarer Reichsverfassung fand sich noch keine verfassungsrechtliche Garantie des Sozialstaats, sondern nur die programmatische Zielbestimmung, die Ordnung des Wirtschaftslebens müsse „den Grundsätzen der Gerechtigkeit mit dem Ziele der Gewährleistung eines menschenwürdigen Daseins für alle“ entsprechen (Art. 151 I WRV).
Bei der Entstehung des Grundgesetzes enthielt der Herrenchiemseer Entwurf keine Aussagen zum Sozialstaat. Das Sozialstaatsprinzip wurde dann auf einen Antrag von Hermann von Mangoldt vom Grundsatzausschuss des Parlamentarischen Rates aufgenommen, dort aber nicht eingehend diskutiert. Der Vorschlag ging vermutlich auf ähnliche Inhalte der Verfassungen der Bundesländer zurück. Es wurden mehrere Änderungsvorschläge auf den Tisch gebracht, schließlich wurde auf Initiative des späteren Bundespräsidenten Theodor Heuss eine Einigung erzielt, die den Inhalt des heutigen Art. 20 Abs. 1 GG zum Gegenstand hatte. Das Sozialstaatsprinzip entwickelte sich in der Folge zu einem der Staatsziele.
In den 1960er Jahren wurde das Sozialstaatsprinzip von einer Gruppe um Wolfgang Abendroth als Aufforderung an den Staat, eine sozialistische Gesellschaft zu schaffen, angesehen.

## Inhalt des Sozialstaatsprinzips
Das Sozialstaatsprinzip enthält kein einklagbares Recht und ist deshalb nur ein Postulat. Es legt bei den Staatszielbestimmungen lediglich fest, dass Deutschland ein sozialer Staat ist. Über die Ausgestaltung des Sozialstaats muss von der Politik entschieden werden. Das Grundgesetz enthält auch, anders als die vorhergehende Weimarer Verfassung, keine eindeutigen sozialen Grundrechte.
In der Einleitung zu den obersten Verfassungsgrundsätzen ist darauf hingewiesen worden, dass eine abschließende Definition des Sozialstaatsprinzips nicht möglich ist. Gleichwohl liegt auf normativer Ebene eine hohe Bedeutung in der Ermöglichung von Freiheit, so verstanden, dass der sozial Schwächere begrifflich rechtlich wie tatsächlich einbezogen ist.
Auch der vom Bundesverfassungsgericht betonte Aspekt der Sicherheit zur Erfüllung der durch die Grundrechte indizierten Staatsaufgaben (staatliche Schutzpflichten), macht Regelungen zu deren Erfüllung erforderlich, so beispielsweise Arbeitsschutzbestimmungen und konkrete subjektive Leistungsansprüche des Bürgers. Für das Bundesverfassungsgericht ist das Sozialstaatsprinzip seiner allerersten Entscheidung zufolge eine Hilfe bei der Auslegung des Grundgesetzes und anderer Gesetze. Da die Formel sehr unterschiedlich aufgefasst werden kann, ist der Inhalt umstritten. Allerdings werden zwei Punkte weitgehend akzeptiert: So kann der Staat durch eine aktive und sozial-gerechte Sozialpolitik in die Wirtschaft eingreifen, um die gewünschten Ziele zu erreichen. Weiterhin sollen Art und Umfang von Eingriffen von der Politik festgelegt werden.
Elemente des Sozialstaatsprinzips können insoweit folgendermaßen konkretisiert werden:
- Sicherung des soziokulturellen Existenzminimums bei Hilfebedürftigkeit durch einklagbare Rechte auf Hilfe durch den Staat, in Deutschland durch die Sozialhilfe, das Arbeitslosengeld II und die Grundsicherung[9]
- Ermöglichung der Mitgliedschaft in einer gesetzlichen oder privaten Krankenversicherung, Pflegeversicherung, Rentenversicherung, Arbeitslosenversicherung und Unfallversicherung unabhängig vom Einkommen.[10]
- Daseinsvorsorge[11]
- Schutz der Familie
- Herstellung von Chancengleichheit bei beruflichen Zugangsvoraussetzungen (soziale Gerechtigkeit)[12]
- Staatliche Interventionen, wenn erkennbar wird, dass nachteilige Nebenwirkungen die marktwirtschaftlich orientierte Wirtschaftsordnung unterlaufen, letztlich mit dem Ziel der Gewährtragung für wirtschaftlichen Wohlstand.[13]

Neben dem Sozialstaatsprinzip beinhaltet auch die in Art. 1 GG festgelegte Aufgabe des Staates, die Würde des Menschen zu schützen, oder auch die Aussage von Art. 14 GG, wonach Eigentum verpflichtet, dass Deutschland ein Sozialstaat sein muss.

## Grenzen des Sozialstaatsprinzips
Die Gewährleistung des Sozialstaatsprinzips ist ein kostspieliges Unterfangen. Die Sozialstaatlichkeit setzt somit entsprechende Leistungsfähigkeit und -kraft voraus. Soweit diese Komponenten nicht vorliegen, besteht die Gefahr einer wirtschaftlichen Überforderung. Das Hauptaugenmerk in dieser Hinsicht liegt auf der Finanzierbarkeit des deutschen Rentensystems und der Bewältigung der Kostensteigerungen im Krankenversicherungswesen. Aber auch im Bereich des Verhältnisses der Lohnpolitik zur Sozialhilfe (Lohnabstandsgebot, Mindestlohn) besteht immer wieder Finanzierungs- und Eingriffsstreit, da durch Maßnahmen auf diesem Sektor Wirtschaftsgrundrechte (Art. 2 Abs. 1 und Art. 14 GG) und die Tarifautonomie (Art. 9 Abs. 3 GG) betroffen sind. 
Um individuelle Verantwortung nicht im Keim zu ersticken, ist der Staatsbeitrag zu dosieren, damit ein Gleichgewicht zwischen kollektiver Vorsorge und individueller Eigenverantwortung bestehen kann, getreu dem Leitgedanken: „Sozialstaat heißt mehr als […] Fürsorgestaat, aber weniger als totaler Wohlfahrtsstaat […]“ In der politischen Philosophie werden immer wieder Stimmen laut, die den Bürger ermahnen, wieder größeres Engagement und gesellschaftliche Eigenverantwortung walten zu lassen.

## Verhältnis zum Rechtsstaatsprinzip
Das Sozialstaatsprinzip steht in einem Spannungsverhältnis zu einem anderen Prinzip des Grundgesetzes, der Rechtsstaatlichkeit. Der Grund liegt darin, dass der Rechtsstaat vor allem der Freiheit des Einzelnen und seiner Rechte dient, während der Sozialstaat in das Leben der Bürger eingreift. In der Anwendung der beiden Prinzipien hat keines der beiden einen Vorrang, sondern es muss zum Ausgleich zwischen ihnen kommen.

## Kritik
Da das Sozialstaatsprinzip zwar verfassungsmäßig in Art. 20 bestimmt ist, aber nur unzureichend konkretisiert werden kann, unterliegt es zwangsläufig dem Zeitgeist der Gesellschaft.
Eine Kritik aus marxistischer Sicht, die den Sozialstaat als Illusion beschreibt, lieferten 1970 Rudolf Wolfgang Müller und Christel Neusüß im Rahmen der marxistischen Staatsableitungsdebatte.

## Sozialstaatsprinzip und Steuerrecht
Nach dem Sozialstaatsprinzip soll das Steuerrecht auf den wirtschaftlich schwachen Steuerpflichtigen Rücksicht nehmen und ein sozialer Ausgleich bei der Besteuerung bewirkt werden. Ausdruck des Sozialstaatsprinzips im Steuerrecht ist etwa der gestaffelte Steuertarif in der Einkommensteuer.